# Nair Bello
Nair Bello Sousa Francisco, mais conhecida como Nair Bello (São Paulo, 28 de abril de 1931 — São Paulo, 17 de abril de 2007), foi uma atriz, radialista  e comediante brasileira. Considerada uma das maiores artistas da televisão brasileira, sua carreira foi marcada pela comédia e irreverência ao interpretar suas personagens.
Iniciou sua carreira como locutora de rádio e garota-propaganda de diversos produtos, chamando a atenção do público devido à sua voz rouca e extremo bom humor. A consagração veio no final década de 1950, quando estreou na então TV Record, canal 7, atuando em uma série de programas e humorísticos, entre eles A Turma do Sete (1960–64) e Grande Show União (1961–64). Nesta época, passou a interpretar uma de suas personagens mais populares e lembradas pelo público, a dona de pensão Santinha, que dividia as cenas com Renato Corte Real, no papel de seu marido, Epitáfio. Também formou uma parceria duradoura com o humorista Ronald Golias, com quem contracenou nos humorísticos Bronco (1987–90) e Escolinha do Golias (1990–91).
Na década de 1990, transferiu-se definitivamente para a Rede Globo, emissora na qual já havia trabalhado na telenovela Feijão Maravilha (1979). Nesta época, firmou uma amizade com o escritor Carlos Lombardi, tendo atuado em diversas obras deste, como Perigosas Peruas (1992), Vira Lata (1996), Uga Uga (2000), O Quinto dos Infernos (2002) e Kubanacan (2003); além de ter voltado a atuar no quadro Santinha e Epitáfio, desta vez no humorístico Zorra Total e ao lado do ator Rogério Cardoso.

## Biografia
Nair nasceu na capital paulista, em 1931. Era filha de José Bello Neto e Teresa Rinaldi, ambos filhos de imigrantes italianos (a exceção da avó paterna de Nair Bello, Cândida Gomes, natural de Sorocaba). Nair nasceu em uma família humilde no bairro do Cambuci, região central de São Paulo. Em busca de melhores condições de vida, a família mudou-se para o bairro vizinho do Ipiranga quando Nair tinha dois anos.

## Carreira
Nair começou sua vida profissional aos 18 anos, em 1949, como locutora na extinta Rádio Excelsior devido à voz forte e rouca. Trabalhou também na Rádio Record. Dois anos depois, estreou no cinema em Liana, a Pecadora (1951), filme em que contracenou com a amiga Hebe Camargo. Trabalhou ainda em Simão, o Caolho, em 1952; Os Apavorados, em 1962; Tô na Tua, ô Bicho, em 1971; Das Tripas Coração, em 1982 e Fogo e Paixão, em 1988.
O sucesso veio com seu trabalho na televisão, onde Nair estreou em 1958, na TV Record, participando dos programas A Turma dos Sete; O Riso é o Limite; Epitáfio, Santinha e Cia e Praça Onze. O quadro humorístico "Epitáfio e Santinha" foi uma criação de Renato Corte Real, em 1961, na TV Record, no programa Grande Show União, baseado na antiga história em quadrinhos Pafúncio e Marocas, e que foi um grande sucesso da carreira de Nair. Transferiu-se para a TV Excelsior, em 1966, onde atuou em A Cidade Se Diverte; Show Riso; Ary Leite Show; O Hotel do Porteiro Doido; Condomínio da Alegria e Humor em Bossa 9.
Quatro anos depois, em 1970, foi para a TV Tupi para atuar no humorístico Café Sem Concerto e na mesma emissora participou ainda de Balança Mas Não Cai; Comédia Premiada; Domingo é Dia de Show; Alegríssimo; Rio Boa Praça e Sossega Leão. O teatro a conheceria anos mais tarde, em 1976, em "Alegro Desbum", peça de Oduvaldo Vianna Filho. 
Nair fez muito sucesso nas novelas. Estrou em 1978 na novela João Brasileiro, o Bom Baiano, de Geraldo Vietri, ao lado de Jonas Mello e Márcia Maria. Em 1979, foi para a TV Globo, onde estrelou Feijão Maravilha e depois em Olhai os Lírios do Campo, em 1980. Na TV Bandeirantes, em 1982, era parte do seriado Dona Santa, na personagem título, escrito por Geraldo Vietri. Atuou ainda na novela Maçã do Amor; o seriado Casa de Irene em 1983 e 1984 e o programa do Bronco ao lado de Ronald Golias, de 1987 a 1990.
Em 1992, Nair voltou para a TV Globo, onde atuou em várias novelas de sucesso. Começou em Perigosas Peruas (1992), depois em O Mapa da Mina (1993); A Viagem (1994); Vira-Lata (1996); Era Uma Vez (1998); Torre de Babel (1999); Uga Uga (2000); O Quinto dos Infernos (2002); Kubanacan (2003).
Seu último trabalho foi no humorístico Zorra Total, onde estava desde 1999 e sua última novela foi Bang Bang, em 2005. No final de 2006 Nair estava confirmada no elenco de Pé na Jaca como Gioconda e chegou a gravar algumas cenas, porém já apresentava graves problemas de saúde e entrou em coma antes do início da trama. A personagem passou para Arlete Salles, que regravou as cenas e se tornou apenas uma participação.

## Vida pessoal

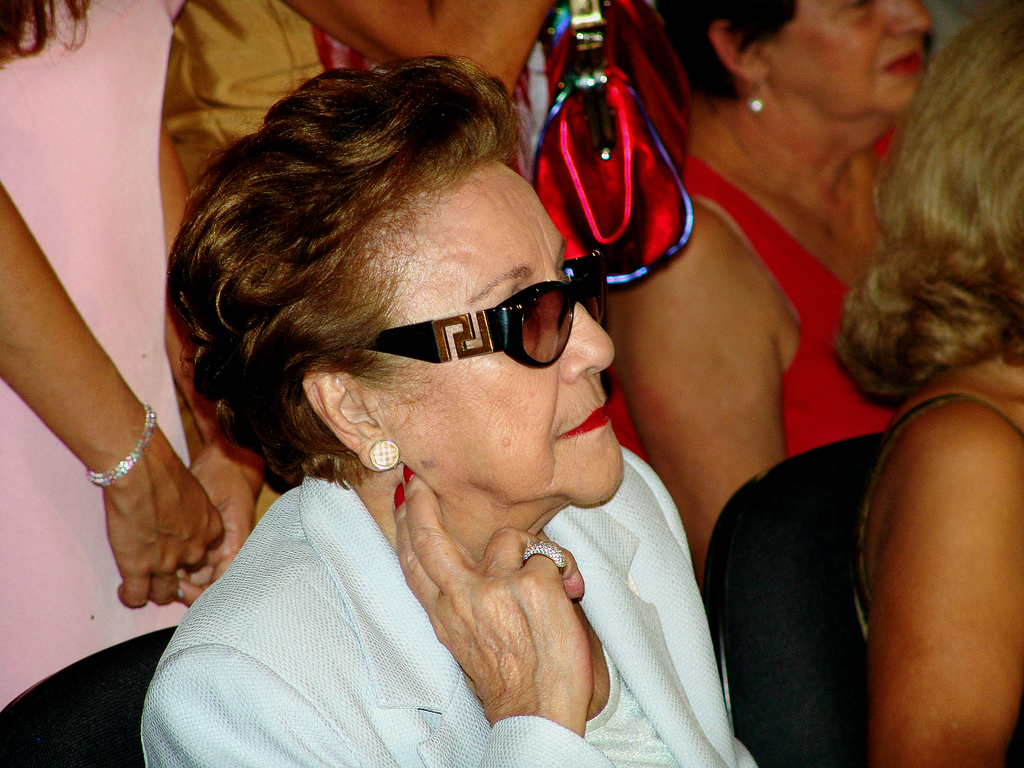
Nair Bello em 2006

Em 1953, Nair Bello casou-se com seu noivo e também primeiro e único namorado, Irineu Sousa Francisco, radialista, com quem teve quatro filhos: Manuel, José, Maria Aparecida e Ana Paula. Enfrentou um grande drama em sua vida pessoal: a morte de seu filho mais velho, Manuel, em 1975, quando ele tinha apenas 20 anos, vitimado por acidente de automóvel. A atriz entrou em profunda depressão e ficou um ano isolada em casa. Só melhorou após começar a frequentar um psicólogo e se converter à religião espírita, para aceitar e superar a perda.
Em 1977, teve uma grande surpresa e um êxito em sua melhora de saúde ao receber uma carta psicografada do filho, por intermédio de Chico Xavier.
| “ | Foi uma coisa muito dolorosa, a gente nunca consegue superar, mas por entender a vida espiritual e receber a carta do Chico Xavier, tudo me ajudou a viver. | ” |

Em 1999 passou por outra grande perda, quando ficou viúva, o que a deixou muito deprimida e levou a desenvolver diversos problemas de saúde: em 2002 foi operada devido a um edema pulmonar causado por anos de fumo. No mês de outubro de 2006, devido a um câncer de mama, Nair realizou uma mastectomia.

## Morte
Em 11 de novembro de 2006, Nair estava em um salão de beleza, perto de sua casa, quando passou mal e desmaiou. A equipe de resgate realizou massagem cardíaca para reanimá-la e a levou para a Santa Casa de São Paulo. De lá, Nair foi transferida para o Hospital Sírio-Libanês. Nair recuperou-se na UTI e entrou em reabilitação na Unidade de Cuidados Semi Intensivos. No final de março, a atriz apresentou um quadro de arritmia cardíaca (irregularidade do ritmo cardíaco) e teve de voltar à UTI.
Nair Bello morreu em 17 de abril de 2007, na capital paulista, por falência de múltiplos órgãos. O velório foi realizado na Assembleia Legislativa de São Paulo, no bairro do Ibirapuera. Nair foi sepultada no Cemitério do Araçá em São Paulo.

### Biografia
Maria Francisco, filha de Nair, lançou uma biografia da mãe, em 2019, intitulada Mamma Mia! - A Vida de Nair Bello (Ed. Matrix, 192 páginas). O livro conta com documentos importantes da família, como a íntegra da carta psicografada que um dos filhos de Nair, Manoel Francisco Neto, teria mandado por Chico Xavier à família, após morrer em 1975, depois que seu carro bateu em uma árvore.

## Filmografia

### Televisão
| Ano     | Título                        | Personagem                         | Notas                                |
| ------- | ----------------------------- | ---------------------------------- | ------------------------------------ |
| 1958    | Anos de Ternura               | Denise                             |                                      |
| 1960–64 | A Turma do Sete               | Mãe                                |                                      |
| 1961–64 | Grande Show União             | Várias personagens                 |                                      |
| 1976    | Sossega Leão                  | Cocheta                            |                                      |
| 1978    | João Brasileiro, o Bom Baiano | Pina                               |                                      |
| 1979    | Casa Fantástica               | Fabiana                            |                                      |
| 1979    | Feijão Maravilha              | Firmina Aragão                     |                                      |
| 1980    | Olhai os Lírios do Campo      | Micaela                            |                                      |
| 1981–82 | Dona Santa                    | Santinha                           |                                      |
| 1983    | Maçã do Amor                  | Filomena                           |                                      |
| 1983–85 | Casa de Irene                 | Irene                              |                                      |
| 1987–90 | Bronco                        | Vesúvia Dinossauro                 |                                      |
| 1990–91 | A Escolinha do Golias         | Pazza                              |                                      |
| 1990    | Romeu e Julieta               | Aia                                | Especial de fim de ano               |
| 1990    | A Praça É Nossa               | Dona Rachel                        |                                      |
| 1992    | Perigosas Peruas              | Gema Belotto                       |                                      |
| 1993    | O Mapa da Mina                | Zilda Machado                      |                                      |
| 1994    | Xuxa Especial: Ver Pra Crer   | Princesa                           |                                      |
| 1994    | A Viagem                      | Cirena Panzotti (Cininha)          |                                      |
| 1994    | Você Decide                   | Sandra                             | Episódio: "A Qualquer Preço"         |
| 1995    | Malhação                      | Olga Pratta                        | Temporada 1                          |
| 1996    | Vira Lata                     | Antonieta Botelho Biscaia (Nieta)  |                                      |
| 1997    | Sai de Baixo                  | Maria Aparecida Leite              | Episódio: "Odara ou Desce"           |
| 1998    | Era Uma Vez...                | Santa Zanella                      |                                      |
| 1999    | Torre de Babel                | Carlota Bimbatti (Carlotinha)      | Episódio: "15 de janeiro"            |
| 1999–06 | Zorra Total                   | Santinha                           |                                      |
| 1999    | O Belo e as Feras             |                                    | Episódio:"Se Minha Sogra Enfartasse" |
| 2000    | Uga Uga                       | Pierina Baldochi                   |                                      |
| 2001    | Brava Gente                   | Magnólia                           | Episódio: "A Sonata"                 |
| 2002    | O Quinto dos Infernos         | Giovana Camargo, Marquesa di Pesto |                                      |
| 2003    | Kubanacan                     | Dolores Calderón                   |                                      |
| 2004    | A Grande Família              | Elizete                            | Episódio: "Um Táxi Chamado Desejo"   |
| 2005    | Bang Bang                     | Laura Lake (Dona Zorra)            |                                      |

### Cinema
| Ano  | Título              | Personagem | Notas    |
| ---- | ------------------- | ---------- | -------- |
| 1951 | Liana, a Pecadora   | Liana      |          |
| 1952 | Simão, o Caolho     | Cida       |          |
| 1962 | Os Apavorados       | Angelina   |          |
| 1971 | Tô na Tua, o Bicho  | Alice      |          |
| 1979 | Gugu, o Bom de Cama | Cartomante |          |
| 1982 | Das Tripas Coração  | Nadir      |          |
| 1988 | Fogo e Paixão       | Iana       |          |
| 2000 | Dinossauro          | Eema       | Dublagem |